# Dick Hyman
Dick Hyman (* 8. března 1927 New York) je americký klavírista a hudební skladatel. Mimo svá vlastní alba hrál i na albech jiných hudebníků, mezi které patří Howard Alden, Trigger Alpert nebo Mundell Lowe. Složil i hudbu k několika filmům, mezi které patří Vzpomínky na hvězdný prach (1980) Purpurová růže z Káhiry (1985), Výstřely na Broadwayi (1994), Všichni říkají: Miluji tě (1997), Sladký ničema (1999) a Melinda a Melinda (2004). Ve všech těchto případech jde o filmy Woodyho Allena. Skládal i hudbu pro jiné režiséry, například pro film Pod vlivem úplňku (1987).